# Млинсько (Нижньосілезьке воєводство)
Мли́нсько (пол. Młyńsko, нім. Mühlseiffen) — село в Польщі, у гміні Грифув-Шльонський Львувецького повіту Нижньосілезького воєводства.
Населення — 272 особи (2011).
У 1975-1998 роках село належало до Єленьоґурського воєводства.

## Демографія
Демографічна структура станом на 31 березня 2011 року:
|          | Загалом | Допрацездатний вік | Працездатний вік | Постпрацездатний вік |
| -------- | ------- | ------------------ | ---------------- | -------------------- |
| Чоловіки | 134     | 29                 | 92               | 13                   |
| Жінки    | 138     | 21                 | 79               | 38                   |
| Разом    | 272     | 50                 | 171              | 51                   |